# Rozz Williams
Rozz Williams (nascido Roger Alan Painter; 6 de novembro de 1963 - 1 de abril de 1998) foi um músico, poeta, artista e artista performático americano, mais conhecido por seu trabalho com as bandas Christian Death, Shadow Project (com a cantora Eva O), e o projeto industrial Premature Ejaculation. Christian Death é citada por alguns como um dos pioneiros da cena do rock gótico e da cena deathrock nos Estados Unidos, e é considerada uma das bandas mais influentes da cena. No entanto, Williams não gostava do rótulo "gótico" e trabalhou ativamente para eliminá-lo durante os anos 1980 e 1990, concentrando-se no punk rock, hard rock, cabaré e spoken word. Williams também esteve envolvido com os grupos Daucus Karota, Heltir, EXP, Bloodflag e sua própria versão de Christian Death (Christian Death com Rozz Williams), junto com a gravação de alguns álbuns solo. Além da música, Williams também era um ávido pintor, poeta e artista de colagem.
Williams cometeu suicídio por enforcamento em seu apartamento em West Hollywood em 1º de abril de 1998. Ele tinha 34 anos.

## Infância
Em 6 de novembro de 1963, Rozz Williams nasceu como Roger Alan Painter em Pomona, Califórnia, e foi criado em uma família batista do sul com seus três irmãos mais velhos (Janet, Bobby e Larry).
Quando criança, ele era fã de David Bowie, Lou Reed, Roxy Music, T. Rex, Alice Cooper, Iggy Pop e The New York Dolls. Quando ele atingiu a adolescência no final dos anos 1970, ele se sentiu atraído pela cena musical punk rock.

## Carreira

### Performance em bandas
Aos 16 anos ele começou a se apresentar em bandas. Ele tirou o nome de Rozz Williams de uma lápide que encontrou em um cemitério em Pomona. Suas primeiras bandas foram chamadas The Crawlers, No, e The Upsetters. Ele cantava e tocava violão, mas a banda nunca se apresentou ao vivo. Ele então formou The Asexuals. Além de ser o vocalista principal, ele tocava órgão e guitarra, com Jill Emery também contribuindo com os vocais e tocando baixo, e Steve Darrow na bateria. Suas apresentações foram limitadas a algumas festas.
Ele então cantou em uma banda chamada Daucus Karota com Mary Torcivia na percussão e Jay (John) Albert na guitarra. Albert e Williams formaram o Christian Death em outubro de 1979 com James McGearty e George Belanger. O nome "Christian Death" foi um trocadilho com o designer de moda Christian Dior. A banda se separou temporariamente em 1981, e Williams formou Premature Ejaculation com o artista cênico Ron Athey. Depois de apenas algumas apresentações ao vivo, incluindo uma que envolvia Athey comendo um gato atropelado crucificado, os clubes começaram a se recusar a reservá-los. Williams então reformou Christian Death no verão de 1981 com McGearty e Belanger, que também trouxeram o guitarrista Rikk Agnew, que já havia estado com The Adolescents.
Agnew e Belanger deixaram o grupo em 1982. Os guitarristas Eva Ortiz e Johnnie Sage (Ammentorp) se juntaram ao baterista Rod "China" Figueroa como substitutos para apresentações ao vivo. No final do ano a banda se separou mais uma vez devido a problemas com abuso de drogas.

### Christian Death
Em 1983, Williams formou uma nova banda com o nome de Christian Death, desta vez com ex-membros do Pompeii 99, com quem Christian Death havia se apresentado em um show ao vivo no ano anterior. A nova formação consistia em Williams como vocalista, Valor Kand nas guitarras, Gitane Demone nos teclados e vocalista de apoio, Constance Smith no baixo e David Glass na bateria. No final de 1983, eles foram convidados a aparecer no programa de TV americano Media Blitz, onde apresentaram "Cavity" e "Romeo's Distress" e deram uma curta entrevista. Seu primeiro show europeu foi no Les Bains Douches, Paris, em 12 de fevereiro de 1984, e eles continuaram em turnê pela Europa até junho.
Catastrophe Ballet foi gravado nos estúdios Rockfield em Monmouth, País de Gales, na mesma época. Foi um desvio dos tons religiosos de seu LP de estreia e as letras refletiam o amor recém-descoberto de Williams pelo surrealismo e pelo dadaísmo; o álbum foi até dedicado a André Breton. Williams estava gostando de viver na França, lar de muitos de seus heróis artísticos e literários - Arthur Rimbaud, Charles Baudelaire, Jean Genet, Conde de Lautréamont, Marcel Duchamp e René Magritte, entre outros. Constance Smith deixou a banda após a gravação do álbum e, nos shows ao vivo, foi substituída por Dave Roberts do Sex Gang Children.
No outono de 1984, a banda voltou para a América e gravou Ashes, que foi lançado no ano seguinte. Williams, Valor, Gitane e David Glass forneceram grande parte da música para o álbum; entretanto, participações especiais foram feitas por Randy Wilde no baixo, Eric Westfall tocando violino e sintetizador de acordeão, um bebê Sevan Kand chorando, Bill Swain tocando tuba, Richard Hurwitz no trompete e Michael Andraes no clarinete.
A banda fez shows na América para promover Ashes, culminando com a extravagância The Path of Sorrows no Roxy Theatre de Los Angeles em 6 de abril de 1985. Esta extravagância multimídia apresentou filmes, um banquete e um programa. Kristina Fuller coordenou e supervisionou os visuais, as seções do filme e as quatro mudanças de figurino de Williams. Sua apresentação no Hollywood Berwin Entertainment Center alguns dias antes foi gravada e lançada como fita cassete The Decomposition of Violets. Esses shows viram Williams, Valor, Demone e Glass acompanhados por Jeff Williams e Barry Galvin.
Rozz Williams deixou o Christian Death após os shows americanos em abril de 1985, citando a perda de interesse e uma aversão por turnês como razões para sua saída. O Valor levou o resto da banda para a Itália como parte da turnê europeia.

### Carreira após Christian Death
Demone e Williams se uniram para lançar o álbum Dream Home Heartache em 1995. Foi gravada por Williams e Demone em Gent, Bélgica, entre 28 de março e 5 de abril de 1995, com a ajuda de Pieter Rekfelt. O produtor foi Ken Thomas, que já havia trabalhado com David Bowie em Hunky Dory. Williams e Gitane fizeram alguns shows juntos em abril de 1995 e novamente em dezembro de 1995. Eles fizeram uma turnê pelo Reino Unido em abril de 1996.
Em 1995, após seu retorno da Europa, Williams se juntou a Paris Sadonis e Ryan Wildstar para trabalhar no álbum de spoken word, The Whorse's Mouth. A letra, co-escrita com Ryan Wildstar, narra um período de dependência em heroína do qual os dois eventualmente escaparam. Logo após a gravação de The Whorse's Mouth, Williams começou a tocar baixo para EXP, a trupe musical criada por Paris e Ryan Wildstar. Ele passou a tocar baixo em seu álbum de estreia autointitulado com os companheiros de banda Paris (teclados), Ryan Wildstar (vocais), Doriandra (vocais), Ace Farren Ford (trompas / violino), Justin Bennett (bateria) e Ignacio Segovia (percussão )
Em 1997, Williams novamente se juntou a Eva O para gravar o álbum final do Shadow Project, From the Heart. Ele também gravou Wound of Exit, seu último CD solo como Premature Ejaculation.

### Outros interesses
Além de suas atividades musicais, Williams tinha um grande interesse pela pintura, junto com a colagem, e várias de suas peças foram exibidas em algumas mostras de arte dark em Los Angeles e Atlanta por meio de seu amigo Snow Elizabeth. Ele também co-dirigiu e marcou Pig, um curta-metragem silencioso experimental de terror psicológico com Nico B. O filme é estrelado por Rozz Williams e James Hollan e foi produzido e dirigido por Nico B. Pig foi o último que trabalho Williams fez.

## Suicídio
Na introdução do livro And What About the Bells?, Ryan Wildstar (nascido Ryan Gaumer), amigo de Williams e companheiro de quarto de oito anos, afirmou que em 31 de março, uma noite antes de Williams se suicidar, eles assistiram ao filme Isadora, sobre a dançarina Isadora Duncan, durante o qual Wildstar se retirou para a cama apesar do protesto de Williams, que disse: "Você nem sabe como isso termina!" Wildstar respondeu que sabia que Isadora é enforcada até a morte no final, depois que seu lenço fica preso nos raios da roda de seu carro, e foi dormir. Williams fez suas últimas ligações para amigos e familiares naquela noite. Wildstar disse que se ele não tivesse ficado perturbado com a morte de seu namorado Erik Christides, que morreu de overdose de heroína em 27 de novembro de 1997 (Dia de Ação de Graças), ele teria visto os sinais de alerta para o suicídio de Williams com mais clareza.
Em 1º de abril de 1998, Williams se enforcou em seu apartamento em West Hollywood, aos 34 anos. Seu corpo foi descoberto por Wildstar, que ouviu mensagens preocupadas na secretária eletrônica e arrombou a porta do quarto de Williams quando ele voltou para casa naquela tarde. Williams havia deixado uma rosa na mesinha de centro da sala de estar, junto com vários itens, incluindo a carta de tarô O Enforcado. Ele não havia deixado nota de suicídio. Um memorial foi realizado no El Rey Theatre logo após sua morte, e seus familiares e amigos espalharam suas cinzas no Runyon Canyon Park em Hollywood Hills.

## Vida pessoal
Williams não gostava de discutir sua orientação sexual publicamente e descreveu seu casamento com Eva O como uma "parceria". Em uma entrevista com John Ellenberger da Golgotha Magazine em 1997, enquanto discutia The Whorse's Mouth e sua família, Williams afirmou: "Há certas coisas que eu simplesmente sinto que não precisam ser compartilhadas com eles. Foi realmente difícil para mim ligar e simplesmente dizer, 'Bem, ei, adivinhe? Eu sou gay.' E a resposta de minha mãe foi: 'Bem, filho, eu não sou estúpida.' "
Williams foi criado em uma família batista do sul, mas abandonou isso quando formou o Christian Death. Com o passar dos anos, como ele declarou em uma entrevista com Ellenberger, ele eventualmente se tornou um satanista e praticava magia na privacidade de sua casa. No entanto, em meados da década de 1990, ele declarou em outra entrevista a Ellenberger que havia desenvolvido um "relacionamento íntimo com Deus".

## Discografia, bandas e ato solo

### Christian Death (1981-1985)
- Deathwish (EP; gravado em 1981 / lançado em 1984)
- Only Theatre of Pain (1982)
- Catastrophe Ballet (1984)
- Ashes (1985)
- The Decomposition of Violets (ao vivo; 1985)
- The Doll's Theatre: Live Oct. 31. 1981 (ao vivo; 1994)

### Christian Death featuring Rozz Williams
- The Iron Mask (1992)
- Skeleton Kiss EP (1992)
- Stick a Finger Down Its Throat (1992)
- The Path of Sorrows (1993)
- Iconologia (1993)
- Sleepless Nights: Live 1990 (1993)
- Invocations: 1981-1989 (1993)
- The Rage of Angels (1994)
- Tales of Innocence: A Continued Anthology (1994)
- Christian Death: Live (vídeo; 1995)
- Death in Detroit (1995)
- Death Mix (1996)
- The Best of Christian Death (featuring: Rozz Williams) (1999)
- Death Club (2005)
- Six Six Sixth Communion (2007)
- Death Box (box set; 2012)

### Shadow Project (1987-1998)
- Is Truth a Crime? (1989)
- Shadow Project (1991)
- Dreams for the Dying (1992)
- Dead Babies / Killer (1992)
- In Tuned Out - Live 1993 (1994)
- From the Heart (1998)
- The Original Shadow Project (2005)

### Premature Ejaculation (1981-1998)
- PE - Pt.1 (1981)
- PE - Pt.2 (1981)
- A Little Hard to Swallow (1982)
- Living Monstrocities / Descent (1985)
- Death Cultures (1987)
- Assertive Discupline (1988)
- Death Cultures III (1988)
- Blood Told in Spine (1991)
- Death Cultures (1989)
- Anesthesia (1992)
- Necessary Discomforts (1993)
- Estimating the Time of Death (1994)
- Wound of Exit (1998)

### Happiest Place on Earth (1986-1990)
- Body of a Crow (1986)
- PULSE (1989)
- Environments: Birth, Death, Decay (1990)

### Daucus Karota (1979, 1986, 1993-94)
- Shrine EP (1994)

### Heltir (1987-1998)
- Il banchetto dei cancri / VC-706 (1989)
- 69 Rituals (1989)
- Neue sachlichkeit (1994)

### EXP
- EXP (1996)

### Rozz Williams e Gitane Demone
- Dream Home Heartache (1995)

### Rozz Williams (1992–1998)
- Every King a Bastard Son (1992)
- The Whorse's Mouth (1997)

### Álbuns póstumos
- Sem título (1999; disponível com "The Art of Rozz Williams")
- Live in Berlin (2000)
- Accept the Gift of Sin (2003)
- Sleeping Dogs (2013)
- In the Heart (2018)
- On the Altar (2018)

## Filmografia
- A VERDADE É UM CRIME ??? (1989)
- Pig (1998)
- 1334 (2012; póstumo)